# Sung hoa
Sung hoa (giản thể: 充华; phồn thể: 充華 là một cấp bậc phi tần trong hậu cung phong kiến của Trung Quốc.

## Lịch sử
Thời Tấn, Tấn Vũ đế lập ra bậc Sung hoa thuộc Cửu tần, địa vị ngang với Cửu khanh, duy trì đến tận thời Đường.
Thời Tùy Dạng đế, bậc Sung hoa thuộc chính nhị phẩm. Đến thời Đường, Sung hoa là bậc phi tần đứng cuối cùng trong Cửu tần chính nhị phẩm (gồm Chiêu nghi, Chiêu dung, Chiêu hoa, Tu nghi, Tu dung, Tu hoa, Sung nghi, Sung dung, Sung hoa). Cuối cùng, bậc Sung hoa được đổi thành Sung viện.